# 제1세계
제1세계(第一世界, 영어: First World)는 제2차 세계 대전 이후 미국-소련 냉전 블록 상황에서 미국과 서유럽을 중심으로 한 반공주의와 자본주의를 중심이념으로 삼은 일련의 국가를 의미한다. 제1세계는 서유럽과 미국이 서쪽에 있어서 서방국가라고 불렸으며 거의 대부분의 국가가 선진국이었다.

## 포함되는 국가
냉전 당시의 제1세계 소속 국가는 서유럽과 미국등 북대서양 조약기구(NATO) 소속 국가와, 미국의 동맹인 선진국과 개발도상국을 포함한 친서방 국가이다. 서유럽 국가와 미국, 일본, 오스트레일리아, 뉴질랜드, 캐나다, 대한민국, 중화민국, 터키, 이스라엘, 키프로스 등을 포함하며, 경제적으로 선진국이 많았다. 냉전이 끝난 이후에는 정치적 개념이 아닌 경제적 개념으로 바뀌어 선진국으로 지칭하기도 한다.

### 옛 1세계 국가들
냉전 시대 당시 미국과 우호를 맺고 있던 국가들에는 팔라비 왕조, 이라크 왕국, 파푸아뉴기니, 쿠바 등도 있었다. 그러나 이들은 이러한 이유로 제1세계에서 탈퇴하게 된다.
- 팔라비 왕조 : 1979년 이란 혁명으로 왕조가 붕괴되고 난 이후 호메이니는 반미를 주장하며 자주적 노선을 추구한다. 이들은 제3세계의 입장을 표명한다.
- 이라크 왕국 : 1958년 이라크 왕국이 붕괴되고 일시적으로 아랍 연방이 건국된 이후 7월 혁명으로 제3세계를 표방하는 이라크 공화국이 건설되었다.
- 파푸아뉴기니 : 본래 영국과 오스트레일리아가 양분하여 다스리던 지역이었으나 1975년 독립한 이후 제3세계를 표명했다.
- 쿠바 : 1953년까지 이들은 친미국을 표방하는 정권이 집권하고 있었으나 사회주의 혁명으로 제2세계의 길을 걷는다.
- 에티오피아 제국 : 한국 전쟁 당시 한국군을 도와줄 정도로 미국에 우호적이었지만 1974년 제국이 붕괴한 후 에티오피아는 제2세계의 노선을 따른다.

이 외에도 라오스 왕국, 크메르 공화국, 남베트남 등이 제1세계 국가들이었지만 이들은 베트남 전쟁 이후 공산주의 정권으로 대체되며 남베트남은 완전히 패망한다. 파키스탄도 제1세계 국가였지만, 1980년대 이후 제3세계 국가가 된다.

### 1970년대에 제1세계가 된 국가들
1970년대 군사 쿠데타나 친미 세력의 정권 장악으로 제1세계의 세력에 편입된 국가는 다음과 같다.
- 이집트 : 1973년까지 이집트는 중립 노선을 견지하면서도 소련 세력의 후원을 받아왔다. 그러나 안와르 사다트와 그 뒤를 이은 호스니 무바라크 집권 이후 이집트는 친미 정권이 들어선다.
- 칠레 : 1973년 칠레의 아우구스토 피노체트가 군사 쿠데타를 일으켜 칠레를 장악한다. 본래 사회주의 공화국이었던 칠레는 이후 1990년까지 친미 군부가 집권하는 나라가 된다.
- 이외에도 브라질, 멕시코, 아르헨티나 등이 있다.

## 같이 보기
- 제2세계
- 제3세계